# エトフェンプロックス
エトフェンプロックス(英: etofenprox)は、ピレスロイド誘導体に分類される化学物質の一つ。農業用殺虫剤『トレボン』として販売されている。